# Ensemble 88
Het Ensemble 88 is een Nederlands (Limburgs) ensemble voor 20e- en 21e-eeuwse klassieke muziek in kamermuziekbezetting. Het is het enige professionele Limburgse muziekgezelschap op het gebied van de eigentijdse klassieke muziek. In 1988 werd het opgericht door de cellist en docent Jos Kamp. Vele premières heeft het ensemble uitgevoerd van componisten uit de hele wereld, maar het specialiseert zich vooral in werk dat afkomstig is uit de Euregio Maas-Rijn. Regelmatig vindt samenwerking plaats met de eveneens in Maastricht gevestigde evenementen Intro in situ, Musica Sacra, Studium Chorale, en met Cultura Nova te Heerlen. Ook vinden er vaak cross-over-evenementen (met film, poëzie, architectuur) plaats.
Het ensemble telt acht vaste musici. Afhankelijk van de bezetting van de uit te voeren stukken kunnen er meer musici meewerken.

## Premières; een selectie
- Bartholomée, Pierre.  La Rupture des falaises (2007), opdrachtcompositie voor piano, fluit, klarinet, trompet, viool, altviool, cello, harp, marimba.
- Booren, Jo van den. 
  - Impromptu (2006) opdrachtcompositie voor fluit, klarinet, viool, cello, piano, slagwerk;
  - Osmose (2007), voor fluit, klarinet, viool, altviool, cello, slagwerk, fanfare.
- Boulgakova, Maria. Dialoge … Contraste (2004-2006), voor viool, cello.
- Chagas, Paulo. 
  - George Dyer (1993), Europese première voor viool;
  - Canções dos Olhos (2005), voor sopraan, cello, piano;
  - Dreaming the Unknown (2006), Europese première voor fluit, klarinet, viool, cello.
- De Clerck, Patrick. 
  - Canto II (1996) opdrachtcompositie voor sopraan, klarinet, viool, cello, piano;
  - Variations without a theme (1999), opdrachtcompositie voor fluit, klarinet.
- Delnooz, Henri. 
  - Duo (1969), voor viool, cello;
  - Meester en Minnaar (1973), voor bariton, cello;
  - 3 Kinderlieder (1975), voor bariton, cello;
  - Sonatine voor cello en piano (1984);
  - Sonate voor cello-solo (1986).
- Dragstra, Willem. Te recuerdo, Victor (1995, herz. 2001), opdrachtcompositie voor sopraan, klarinet, viool, cello.
- Fischer, Iván. Spinoza vertalingen (2004), voor sopraan, fluit, klarinet, viool, cello, piano, slagwerk.
- Kurtág, György. Mesto, lacrimoso für Tibor (1992), voor viool solo.
- Mulder, Frans. 
  - Trio (1996), voor orgel (of harmonium en basklarinet) viool, cello;
  - Eikon (1996), opdrachtcompositie voor orgel, viool, cello;
  - Planet der Narren (2000, mini-opera), voor sopraan, cello, piano, 2 kindacteurs, jeugdstrijkensemble.
- Niël, Matty. 
  - Kehraus, voor fluit, hobo, cello, piano;
  - Sonate, voor cello solo;
  - Ihr und Ich (1974) / Schauspiel (1975), voor bariton, cello.
- Padding, Martijn. Tibors (2004), voor sopraan, fluit, klarinet, viool, cello, piano, slagwerk.
- Rojko, Uroš. Stone Wind (1997), voor fluit, klarinet.
- Ruoff, Axel. D’ oltre l’ oblio rechi (1985), voor klarinet, viool, cello, piano.
- Simons, Marijn. 
  - Carbone Notata (2006), voor koor, soli en ensemble;
  - Three Shakespeare Sonnets for Chambre Choir and Ensemble, opus 62 (2010).
- Stolwijk, André. Ciudad de los Gitanos (2006), opdrachtcompositie voor sopraan, fluit, klarinet, viool, cello, piano, slagwerk.
- Verbugt, Eric. 
  - Alba for Anna Livia Plurabelle (1990-94), opdrachtcompositie voor sopraan, cello, klarinet, viool, piano.
  - DREMPEL (1995) opdrachtcompositie voor bariton en ensemble
  - nachtscène (1997) opdrachtcompositie voor sopraan, bariton en ensemble
  - tussentijd (1999) voor klarinet en cello
  - d a g  d r o m e n  (2001) opdrachtcompositie voor sopraan, bariton en ensemble
- Vriend, Jan. Pas crever (2003), voor fluit, klarinet, viool, cello, piano, slagwerk, sopraan.
- Yusupova, Iraida. Ex voto II (1998), opdrachtcompositie voor viool, altviool, cello, fluit, klarinet, piano.
- Ziv, Nadav. Yearning for Peace (1995), opdrachtcompositie voor viool, cello, fluit, klarinet, slagwerk, piano.

## Opnamen
- Op maat. Ensemble 88 speelt werk van Limburgse componisten
- Corazón
- ...à travers...